# Gerhard Löffler (Radsportler)
Gerhard Löffler (* 30. Dezember 1933 in Berlin) ist ein ehemaliger deutscher Radrennfahrer und mehrfacher Meister der DDR im Bahnradsport.

## Sportliche Laufbahn
Er begann 1949 mit dem Radsport zunächst beim Verein BSG Derby Pankow. Als Jugendlicher wurde er bereits Berliner und DDR-Meister im Straßenrennen sowie mit der Mannschaft. Im Rahmen der damals in der DDR praktizierten Spezialisierung fuhr er Anfang der 50er Jahre überwiegend Bahnrennen. Er errang von 1952 bis 1954 den Meistertitel über 4000 Meter Einzelverfolgung, nunmehr für die BSG Rotation Leipzig Ost (später SC Rotation Leipzig) startend. 1954 startete er mit der Nationalmannschaft der Straßenfahrer in der Tunesien-Rundfahrt, die er auf dem 15. Platz beendete, 1960 wurde er in diesem Rennen 15.
Nachdem sich keine weitere Leistungssteigerung auf der Bahn einstellte, wechselte er 1956 zum Straßenradsport. Er schloss sich dem Sportclub Dynamo Berlin an. Bei der DDR-Rundfahrt 1957 wurde er auf Anhieb 2. im Gesamtklassement (Sieger Eddy Pauwels, Belgien), bester DDR-Fahrer vor Günter Oldenburg und gewann die 9. und letzte Etappe von Senftenberg nach Berlin.
1959 konnte er die Ägypten-Rundfahrt vor Alexei Petrow und die Bergwertung der belgischen 9-Provinzen-Rundfahrt gewinnen. Zum Ende der Saison wurde er 3. bei Rund um Berlin. 1959 folgten noch fünf Erfolge bei kleineren Rennen, danach wechselte er zur BSG Post Berlin. 1966 beendete er seine Laufbahn.